# 裸吻橋鱨
裸吻橋鱨，為輻鰭魚綱鯰形目脂鱨科的其中一種，為熱帶淡水魚，分布於非洲剛果民主共和國Aruwimi河流域，體長可達14.6公分，棲息在底層水域，生活習性不明。